# Just Dance
|  | Per a altres significats, vegeu «Just Dance (joc)». |

Just Dance és el primer senzill del l'àlbum debut anomenat The Fame, de la cantant americana Lady Gaga, amb la participació de la cantant Colby O'Donis. Va ser estrenada el dia 8 d'abril de 2008, estant aquella mateixa tarda disponible com a descàrrega digital. També és el primer senzill de la cantant.

## Llista de cançons
- U.S. 'The Remixes' CD single[1]

1. "Just Dance" – 4:02
2. "Just Dance" (Harry 'Choo Choo' Romero's Bambossa Main Mix) – 7:12
3. "Just Dance" (Richard Vission Remix) – 6:13
4. "Just Dance" (Trevor Simpson Remix) – 7:20

- U.S. promo club CD

1. "Just Dance" – 4:02
2. "Just Dance" (Instrumental) – 4:00
3. "Just Dance" (Acapella) – 3:58

- U.S. promo remix CD

1. "Just Dance" – 4:02
2. "Just Dance" (Instrumental Version) – 4:00
3. "Just Dance" (Acapella) – 3:58
4. "Just Dance" (Harry 'Choo Choo' Romero's Bambossa Main Mix) – 7:14
5. "Just Dance" (Richard Vission Remix) – 6:14
6. "Just Dance" (Trevor Simpson Remix) – 7:21
7. "Just Dance" (Harry 'Choo Choo' Romer's Bambossa Radio Edit) – 3:26
8. "Just Dance" (Trevor Simpson Edit) – 3:35
9. "Just Dance" (Harry 'Choo Choo' Romer's Bambossa Dub) – 5:56

- Australian CD single[2]

1. "Just Dance" – 4:02
2. "Just Dance" (Trevor Simpson Remix) – 7:21

- German CD maxi single[2]

1. "Just Dance" – 4:02
2. "Just Dance" (Harry 'Choo Choo' Romer's Bambossa Main Mix) – 7:14
3. "Just Dance" (Instrumental Version) – 4:00
4. "Just Dance" (Video) – 4:10

| width="50%" align="left" valign="top" |
- German CD single

1. "Just Dance" – 4:02
2. "Just Dance" (Trevor Simpson Remix) – 7:21

- French CD maxi single[2]

1. "Just Dance" – 4:02
2. "Just Dance" (Glam As You Radio Mix By Guéna LG) – 3:39
3. "Just Dance" (Glam As You Club Mix By Guéna LG)) – 6:25

- U.S. promo remixes part 2 CD-R

1. "Just Dance" (RedOne Remix) – 4:18
2. "Just Dance" (Space Cowboy Remix) – 5:01
3. "Just Dance" (Robots To Mars Remix) – 4:37
4. "Just Dance" (Tony Arzadon Remix) – 6:24

- UK CD single

1. "Just Dance" (Main Version) – 4:02
2. "Just Dance" (RedOne Remix) – 4:18

- UK 7" numbered picture vinyl disc[2]

1. "Just Dance" (Main Version) – 4:04
2. "Just Dance" (Harry 'Choo Choo' Romero's Bambossa Main Mix) – 7:12

- Japanese digital single[3]

1. "Just Dance" – 4:02
2. "Just Dance" (Harry 'Choo Choo' Romero's Bambossa Main Mix) – 7:14
3. "Just Dance" (Richard Vission Remix) – 6:14
4. "Just Dance" (Trevor Simpson Remix) – 7:24